# Rhizoecus polyporus
Rhizoecus polyporus är en insektsart som beskrevs av Hambleton 1976. Rhizoecus polyporus ingår i släktet Rhizoecus och familjen ullsköldlöss. Inga underarter finns listade i Catalogue of Life.